# شتيفان إرتل
شتيفان إرتل (بالألمانية: Stefan Ertl)‏ هو مدرب كرة قدم ولاعب كرة قدم ألماني في مركز الوسط، ولد في 21 أبريل 1969 في نويشتات أن در فاينشتراسه في ألمانيا. لعب مع بوروسيا مونشنغلادباخ وفورتونا كولن وكيكرز أوفنباخ ونادي كارلسروه ونادي كايزرسلاوترن.

## وصلات خارجية
- شتيفان إرتل على موقع قاعدة بيانات كرة القدم.إي يو (الإنجليزية)
- شتيفان إرتل على موقع بيانات كرة القدم. دي إي (الألمانية)
- شتيفان إرتل على موقع عالم كرة القدم.نت (الإنجليزية)